# Joseph Bowen
Joseph „Joe-Joe“ Bowen (* 1946) gehört zu den gefährlichsten Strafgefangenen der Vereinigten Staaten. Wegen Mordes an einem Polizisten und zwei Gefängnisaufsehern verbüßt er eine Haftstrafe auf Lebenszeit. 
Bowen war als Jugendlicher Mitglied einer Straßengang in Philadelphia und schloss sich der Black Liberation Army an. Im Jahre 1971 wurde er nach einer fünfjährigen Haftstrafe entlassen.
Am 21. Februar 1971 versuchte er frühmorgens in der Paoli Avenue nahe der Umbria Street in Philadelphia, ein Fahrzeug zu stehlen, wurde dabei jedoch vom 45-jährigen Polizisten Joseph Kelly gestellt. Bei dem daraufhin entstandenen Schusswechsel wurde Kelly zweimal in die Brust getroffen und starb noch in seinem Streifenwagen. Bowen wurde zwei Tage später verhaftet und zu lebenslanger Freiheitsstrafe verurteilt. Der Beamte hinterließ eine Frau und fünf Kinder im Alter zwischen sechs und sechzehn Jahren. Am 10. Mai 1976 wurde ein Freizeitplatz im Stadtteil Roxborough nach ihm benannt, zudem wurde am Tatort eine Gedenktafel in den Boden eingelassen.
Während er noch auf die Berufungsverhandlung seiner Verurteilung wartete, ermordete er zusammen mit dem Mithäftling Fred Burton am 31. Mai 1973 zwei Gefängnisaufseher im Holmesburg Prison von Philadelphia, da eine von ihnen geforderte religiöse Versammlung nicht genehmigt worden war. Die beiden hatten sich mit einer aufwendig gefälschten Identifikationskarte Zutritt zum Büro des 51-jährigen Aufsehers Robert Fromhold verschafft, den sie anschließend mit selbsthergestellten Stichwaffen töteten. Der durch den Kampflärm alarmierte, 47-jährige Aufseher Patrick Curran wurde ebenfalls niedergestochen und starb noch auf dem Weg ins Krankenhaus. Der 49-jährige Aufseher Leroy Taylor wurde ebenfalls angegriffen, überlebte jedoch schwer verletzt. Für diese Taten wurde Bowen erneut zu zweimal lebenslänglich verurteilt. Robert Fromhold und Patrick Curran sind die bisher einzigen im Dienst ermordeten Gefängnismitarbeiter in der Geschichte der Stadt Philadelphia, zudem die ersten der US-Geschichte, die in ihrer eigenen Anstalt getötet wurden. 1995 wurde eine neu errichtete Strafanstalt nach ihnen benannt (Curran-Fromhold Correctional Facility), zudem wurden zwei Gedenktafeln vor dem Holmesburg Prison errichtet.
Am 28. Oktober 1981 versuchte Bowen mit drei Mitgefangenen aus dem Graterford Prison in Montgomery County auszubrechen. Die vier Gefangenen waren an Schusswaffen gelangt, hatten eine Küchentüre aufgebrochen und versuchten abends die Gefängnismauer mit Enterhaken zu überwinden, wurden jedoch von der Besatzung eines Wachturmes entdeckt. Nach einem kurzen Schusswechsel zogen sich die Gefangenen in die Anstaltsküche zurück, wo sie drei Angestellte des Küchenpersonals, drei Aufseher und rund 30 Mithäftlinge als Geisel nahmen. Die Geiselnahme endete erst nach fünf Tagen, als die Polizei bereit war, einige der gestellten Forderungen zu erfüllen; dazu gehörte die Überstellung der Geiselnehmer in ein Bundesgefängnis und finanzielle Straffreiheit für entstandene Sachschäden. 
Er verbüßt eine Haftstrafe auf Lebenszeit ohne Möglichkeit einer vorzeitigen Haftentlassung oder Begnadigung. Er war bisher unter anderem noch in der United States Penitentiary Marion und in der State Correctional Institution Coal Township in Northumberland County untergebracht.      